# Hettlingen
Hettlingen is een gemeente en plaats in het Zwitserse kanton Zürich, en maakt deel uit van het district Winterthur.
Hettlingen telt 2897 inwoners.